# Zračna luka Šeremetjevo
Zračna luka Šeremetjevo (SVO) je međunarodna zračna luka u Moskvi i baza kompanije Aeroflot.
U zračnoj luci postoje dva terminala:
1. Šeremetjevo B - domaći promet
2. Šeremetjevo C - međunarodni promet
3. Šeremetjevo D - domaći/međunarodni promet
4. Šeremetjevo E - međunarodni promet (uključujući i letove prema Zagrebu i Splitu)
5. Šeremetjevo F - međunarodni promet (uključujući i letove prema Dubrovniku)

Osim Šeremetjeva, u Moskvi postoje Zračna luka Vnukovo i Zračna luka Domodedovo.